# Dagny Mette Nielsen
Dagny Mette Nielsen, ab 1935 Mette Schou (* 27. April 1909 in Jelstrup (Kirchspiel in der heutigen Vesthimmerlands Kommune in Nordjütland) bei Aars; † 9. Juli 1990 in Bærum, Norwegen) war eine dänische Malerin.

## Herkunft und Ausbildung

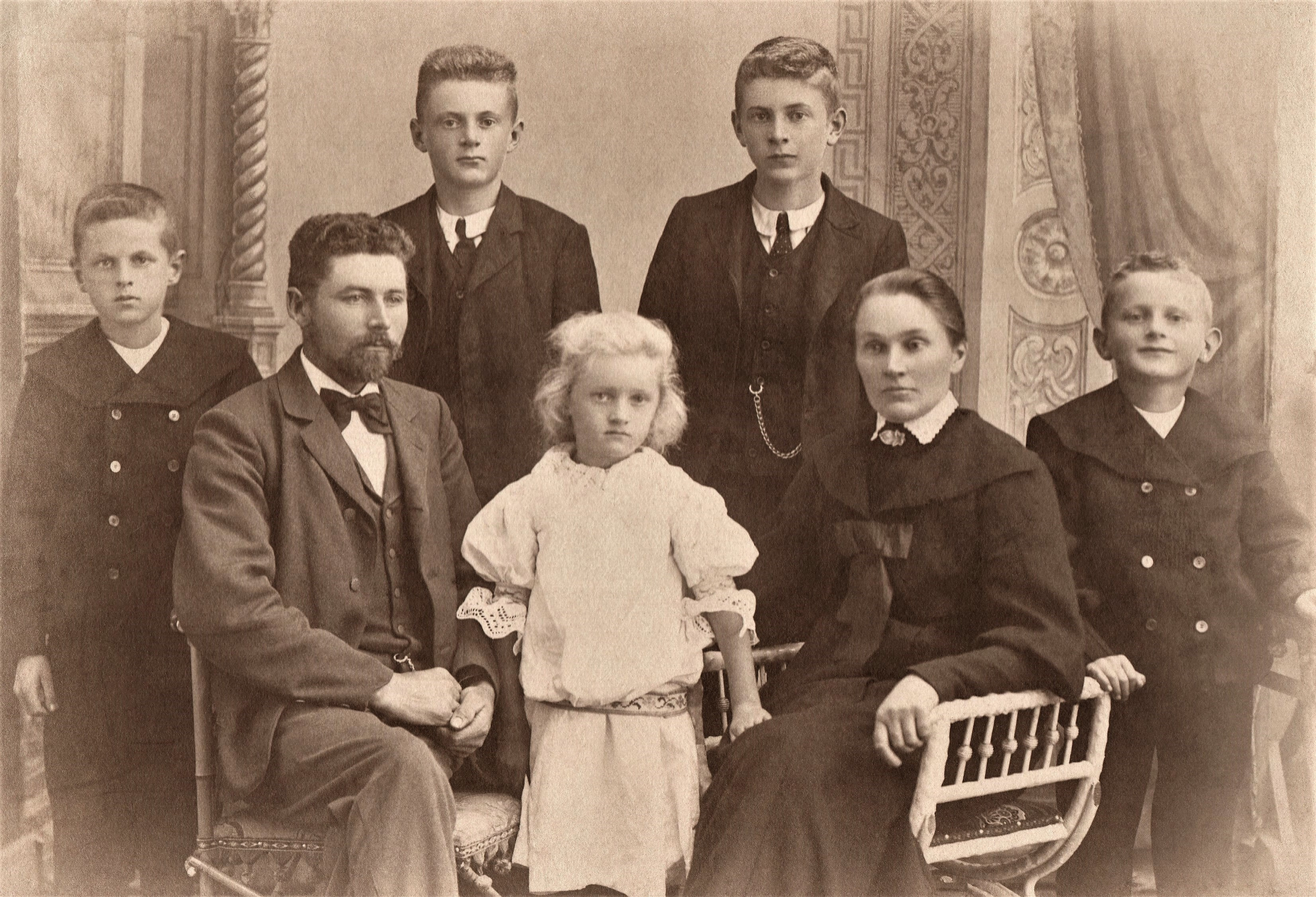
Familie Niels Nielsen aus Jelstrup (1906), noch ohne Dagny

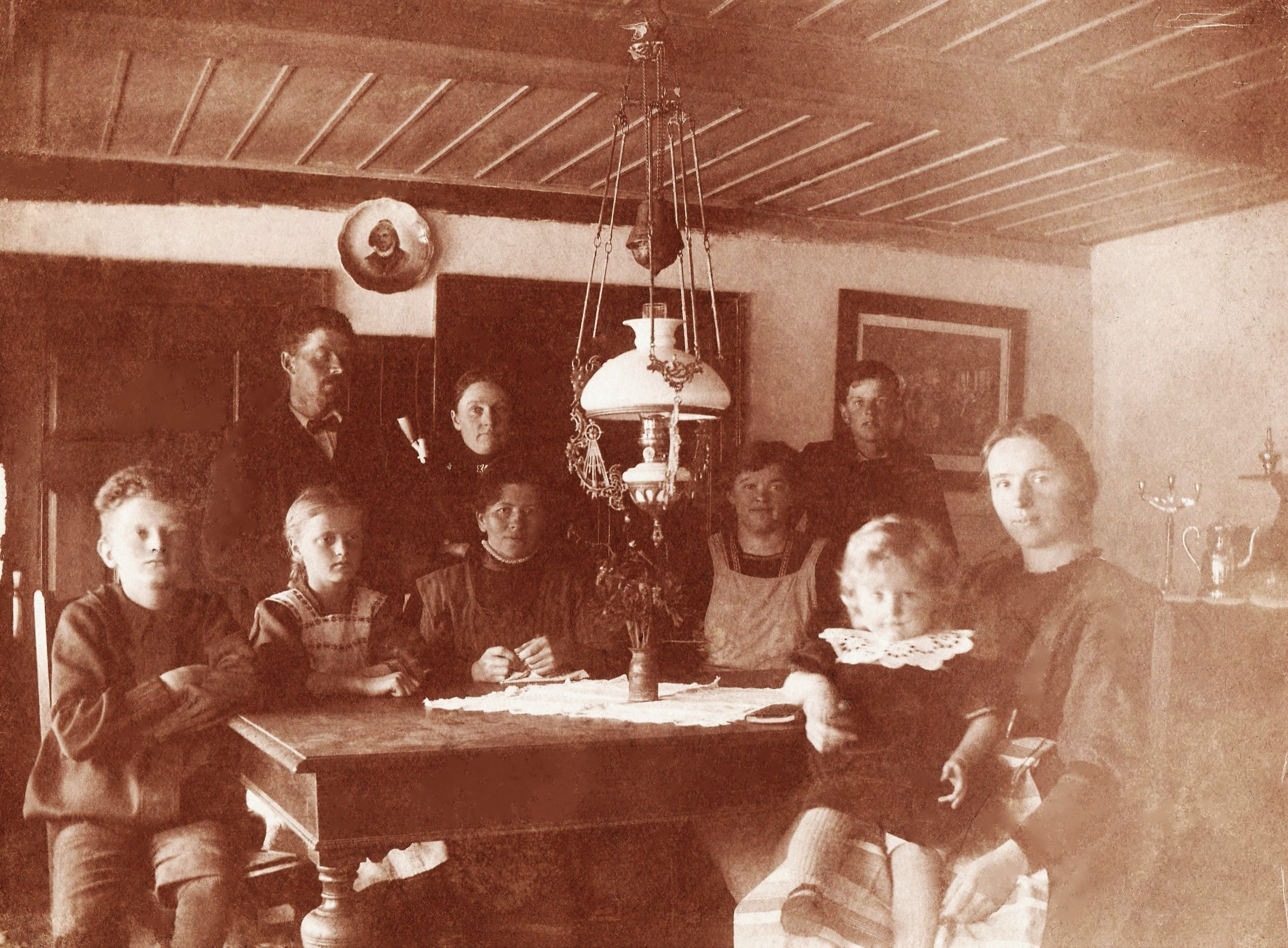
Else Marie Jensen mit ihrer Tochter Dagny auf dem Schoß, mit Besuchern sowie ihrer Tochter Marie (4. von rechts) und ihren Söhnen Valdemar (links) und Karl (rechts hinten) (1911)

Dagny Nielsen war das jüngste Kind der Eheleute Niels Nielsen und Else Marie Jensen, Besitzer des Hofes Vestmark in Jelstrup in Nordjütland. Sie hatte vier ältere Brüder, Jens (1891–1978), Frode (1892–1984), Karl (1895–1979), und Valdemar (1897–1986) sowie eine Schwester, Marie (1900–1992). Alle Geschwister ergriffen einen – auch im weiteren Sinn – künstlerischen Beruf.
Den Schulunterricht absolvierte sie, wie ihre Geschwister auch, im Elternhaus. Dagny Nielsens Eltern hatten sich in einer Heimvolkshochschule kennengelernt und waren sehr bildungsbewusst. Der Vater gründete selbst eine Heimvolkshochschule, die mit vier Schülern begann und noch heute existiert. In ihrem Elternhaus wurde gelesen, diskutiert und der Ehrgeiz der Kinder geweckt. Sie wurden ermutigt, ihren eigenen Weg zu wählen, der für alle weg von der Landwirtschaft und hin zu Literatur und Kunst führte. Der Hausunterricht erfolgte nach den Prinzipien des Schulreformers Christen Kold und nach den Vorstellungen des Kirchenreformers Grundtvig. 
Nach Abschluss der Schulzeit studierte Dagny Nielsen von 1930 bis 1935 an der Kunstakademie in Kopenhagen Malerei bei Ejnar Nielsen, Kræsten Iversen und Sigurd Wandel sowie Weberei bei Astrid Holm. An das Studium schloss sich ein längerer Aufenthalt in Paris an, wo sie französische Tapisserie, die aus gröberen Materialien hergestellt wurde, studierte.

## Namensänderungen
Ihrem Geburtsnamen Dagny Nielsen fügte sie als junge Erwachsene den Vornamen Mette hinzu, nachdem sie schon als Kind so gerufen worden war, und hieß bis zu ihrer Heirat Dagny Mette Nielsen. Seit ihrer Heirat 1935 hieß sie Mette Schou. 1978 änderte sie ihren Namen nochmals und zwar in Mette Dagny Nielsen; aber ihre Bilder signierte sie mit Dagny M. Nielsen.

## Familie und Karriere
Ihre erste Ehe schloss sie am 18. September 1935 in Gladsaxe mit dem Zeichner Jørgen Schou (1896–1940), dessen Familiennamen sie annahm. Es war seine vierte Ehe. Mit ihm hatte sie eine Tochter, Marianne (* 1939). Jørgen und Mette Schou wohnten in Marbæk, einem Ortsteil von Oppe Sundby, in der Frederikssund Kommune nördlich von Kopenhagen.
1938 erwarben sie und ihr Mann in Marbæk ein Fischerhaus, das sie modernisierten und den dazu gehörenden Kuhstall zum Atelier umbauen ließen. Hier widmete sie sich vornehmlich der Weberei, malte aber auch. Ihre Teppiche und Kissenbezüge webte sie aus Lumpen. Zum Färben benutzte sie einen alten Kessel, der sich im Eigentum der Gemeinde befand und den auch die Fischer zum Färben von Segeln und Netzen verwendeten. Sie arbeitete aber auch mit Fischergarn, aus dem Fischernetze geknüpft werden. Die Natur um sie herum war für sie voller Inspirationen und Motive für ihre Webarbeiten, was sich auch in kühnen Farbkombinationen niederschlug. Ihre Idee war, dass das, was auf einem Schmetterlingsflügel schön aussieht, auch auf einem Teppich abgebildet werden könnte. Auch die Vogelwelt außerhalb ihres Hauses, Reiher, Möwen, Seeschwalben, Austernfischer und Stockenten, fing sie auf kleinen Wandteppichen ein. 1942 hatte sie in Kopenhagen ihre erste eigene Ausstellung, in der ihre Webarbeiten und eine Reihe ihrer Bilder der Öffentlichkeit präsentierte.
Ihr Mann Jørgen Schou fuhr trotz gesundheitlicher Probleme mit dem Herzen jeden Tag mit dem Fahrrad zum Bahnhof Frederikssund, nahm den Zug nach Kopenhagen und radelte von dort zur Fabrik von Osram, wo er unter Direktor Søren Madsen als technischer Zeichner arbeitete. Abends fuhr er zurück nach Frederikssund und radelte nach Marbæk, eine Belastung, die auf die Dauer zu groß für ihn war. Am 2. August 1940 starb er im Zug zwischen Frederikssund und Oppe Sundby an Herzversagen.
Mette Schou und ihre damals gerade ein Jahr alte Tochter lebten fortan in großer Armut. Mette Schou hatte gärtnerisches Arbeiten auf dem Hof ihrer Eltern gelernt, und da zum Haus in Marbæk Felder gehörten, baute sie zusammen mit ihrer  Malerfreundin Gertrud Boberg (1907–1997), die sie bei sich aufgenommen hatte, Gemüse an, das sie auf dem Markt verkaufte. So konnte sie auf bescheidene Weise ihren Lebensunterhalt und den ihrer Tochter bestreiten. Im Winter wohnte sie bei ihrem Vater auf seinem Bauernhof in Himmerland. Er hatte für seine Tochter einen Webstuhl gemietet, sodass sie bei ihm weben und auch malen konnte. Ihre künstlerischen Interessen verfolgte sie auch in Marbæk weiter und hatte 1942 einen ersten bedeutenderen Erfolg mit einer Einzelausstellung in Kopenhagen.
Ab 1943 arbeitete Mette Schou als Assistentin des Malers Ole Søndergaard bei der Restauration von Kalkmalereien in der Kirche von Kyndby im Norden der Insel Fünen mit.
1945 lernte sie den Büroleiter und Kunstsammler Johannes Blangsted-Jensen (1881–1951) aus Frederikssund kennen, den sie im selben Jahr heiratete. Ihren bisherigen Namen behielt sie bei. Johannes Blangsted-Jensen war geschieden, lebte im Ruhestand und war vermögend. Ihre Tochter Marianne hat berichtet, dass er sehr verliebt in die 28 Jahre jüngere Mette Schou war. Nach der Hochzeit erwarben sie die Villa „Tregavle“ (Drei Giebel) im Trouvillevej 1 in Hornbæk, in der seit 1909 Künstler gelebt und gearbeitet hatten. Mette Schou wohnte nach dem Tod ihres Mannes im Jahr 1951 40 Jahre lang in der Villa, in die sie nach deren Rückkehr nach Dänemark auch ihre Brüder Jens, Karl und Frode sowie zeitweilig auch ihre Schwester Marie aufnahm.
Von 1955 bis 1965 war Mette Schou Mal- und Zeichenlehrerin an den Abendschulen von Helsingør und Hornbæk an der seelandändischen Nordküste.

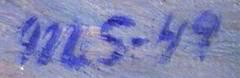
Signatur der Malerin Mette Schou (1949)

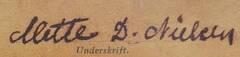
Unterschrift von Mette D. Nielsen, frühere Mette Schou

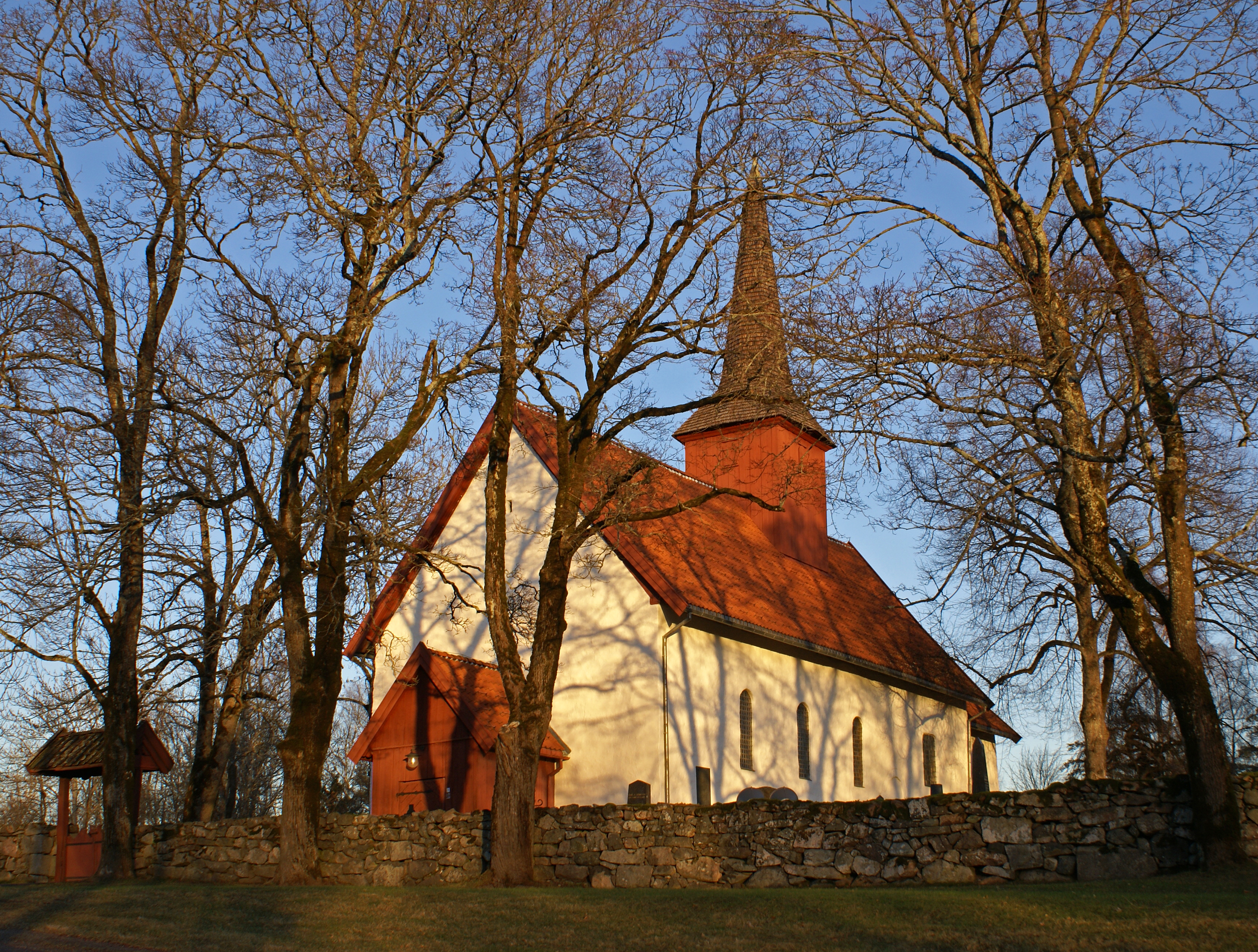
Die Kirche von Tanum in der Gemeinde Bærum, Norwegen.

Die Natur in Himmerland, eine Heidelandschaft mit Mooren, Hügeln und Seen, von der Landwirtschaft im ersten Drittel des 20. Jahrhunderts noch lange nicht umfassend kultiviert, hatte in ihrer Jugendzeit einen unauslöschlichen Eindruck auf sie gemacht. Und ebenso war sie durch die Landschaften in Norwegen, das sie 1954 mit 45 Jahren anlässlich eines Stipendienaufenthalts in Lysebu bereiste, sehr beeindruckt. Sie blieben eine Quelle der Inspiration für viele expressive Landschaftsbilder, die einen wesentlichen Teil ihrer Arbeiten ausmachen. Neben Landschaften malte sie in ihren frühen Jahren auch Stadtlandschaften, dazu später figürliche Bilder und Porträts in einem kraftvollen Stil, oft mit einer den Bildern innewohnenden Symbolik. In Norwegen wird ihren Bildern gelegentlich eine künstlerische Nähe zu Edvard Munch nachgesagt. Ein Teil ihrer später entstandenen Werke ist mit Ölkreide auf Sandpapier ausgeführt, was den Eindruck der Stofflichkeit erhöhen sollte. – Als Weberin arbeitete sie unter anderem weiter auch mit Fischergarn.
In den 1960er Jahren unternahm sie Reisen nach Frankreich, Italien, Kalifornien, New York und Mexiko, malte und sammelte Eindrücke für ihre Malerei.
Nach ersten Ausstellungen in der ersten Hälfte der 1940er Jahre war sie in der an Kunst interessierten Öffentlichkeit von den späten 1960er bis zum Ende der 1980er Jahre präsent. Im Februar 1972 fand eine Ausstellung mit 31 ihrer Bilder im nunmehr geschwisterlich bewohnten Haus im Trouvillevej 1 in Hornbæk statt.
1985 siedelte sie nach Bærum in Norwegen über, um in der Nähe ihrer Tochter und deren Familie zu leben. Dort verbrachte sie ihre letzten Lebensjahre und dort ist sie 1990 auch gestorben. Ihr Grab befindet sich auf dem Friedhof von Tanum.
Ihr erstes Werk, das auf einer Auktion angeboten wurde, war Quai de Voltaire von 1942, ein Ergebnis eines Aufenthaltes in Paris, signiert mit Mette D. Nielsen. Die Auktion fand 2022 im Auktionshaus Bruun Rasmussen in Kopenhagen statt.

## Reisen als Künstlerin
- 1954: Lysebo (Norwegen) als Stipendiatin
- 1960: Südfrankreich, Paris, San Cataldo
- 1964: Kalifornien und New York
- 1966–67: erneut Kalifornien sowie New Mexico

## Rezensionen
- „Nordsjællands Avis“, 5. September 1958
- „Aalborg Amtstidende“, 25. Mai 1968
- Gunnar Jespersen: „Berlingske Tidende“, 18. November 1979
- Pierre Lübecker: „Politiken“, 26. April 1984 und 17. Juli 1990

## Stipendien
- 1954 Lysebo (Norwegen)
- 1960 San Cataldo Stipendium der Universität Kopenhagen

## Ausstellungen
Sammelausstellungen:
- 1932–34, 1940, 1944 Kunstnernes Efterårsudstilling (Herbstausstellung der Künstler), Kopenhagen;
- 1945–56: Regnbuen (Der Regenbogen), Kopenhagen;

Einzelausstellungen:
- 1942: Arnbaks Kunsthandlung, Kopenhagen;
- 1943: Haderslev Kunstforen (Hadersleben Kunstverein);
- 1944: Schloss Charlottenborg, Kopenhagen;
- 1958: Roldhøj, Rebild;
- 1958: Hyblers Kunsthandlung, Kopenhagen;
- 1961: Århus Kunst-Galleri;
- 1964: 1966, 1968, 1972: Den frie Udstilling Bygningen (Gebäude von „Die freie Ausstellung“) in Kopenhagen;
- 1969: 1977: Ålborg Kunst-Galleri;
- 1972: Hornbæk, Hausausstellung;
- 1975: Fredensborg Bibliothek;
- 1978: EF-dir. (Education First – Direktorat), Kopenhagen;
- 1980; EF-dir. (Education First – Direktorat), Kopenhagen (zusammen mit Hanne Bostrøm);
- 1979: 1983: Henning Larsens Kunsthandlung, Kopenhagen;
- 1983: Himmerlands Kunstmuseum, Aars (Retrospektive, zusammen mit ihrem Bruder Frode Nielsen Dann);
- 1987, 1989: Det gule Hus (Das gelbe Haus), Asker, Norwegen.